# Jean de Beck
El barón Jean de Beck (1588-30 de agosto de 1648) fue un soldado y el gobernador del Ducado de Luxemburgo y del Condado de Chiny. 

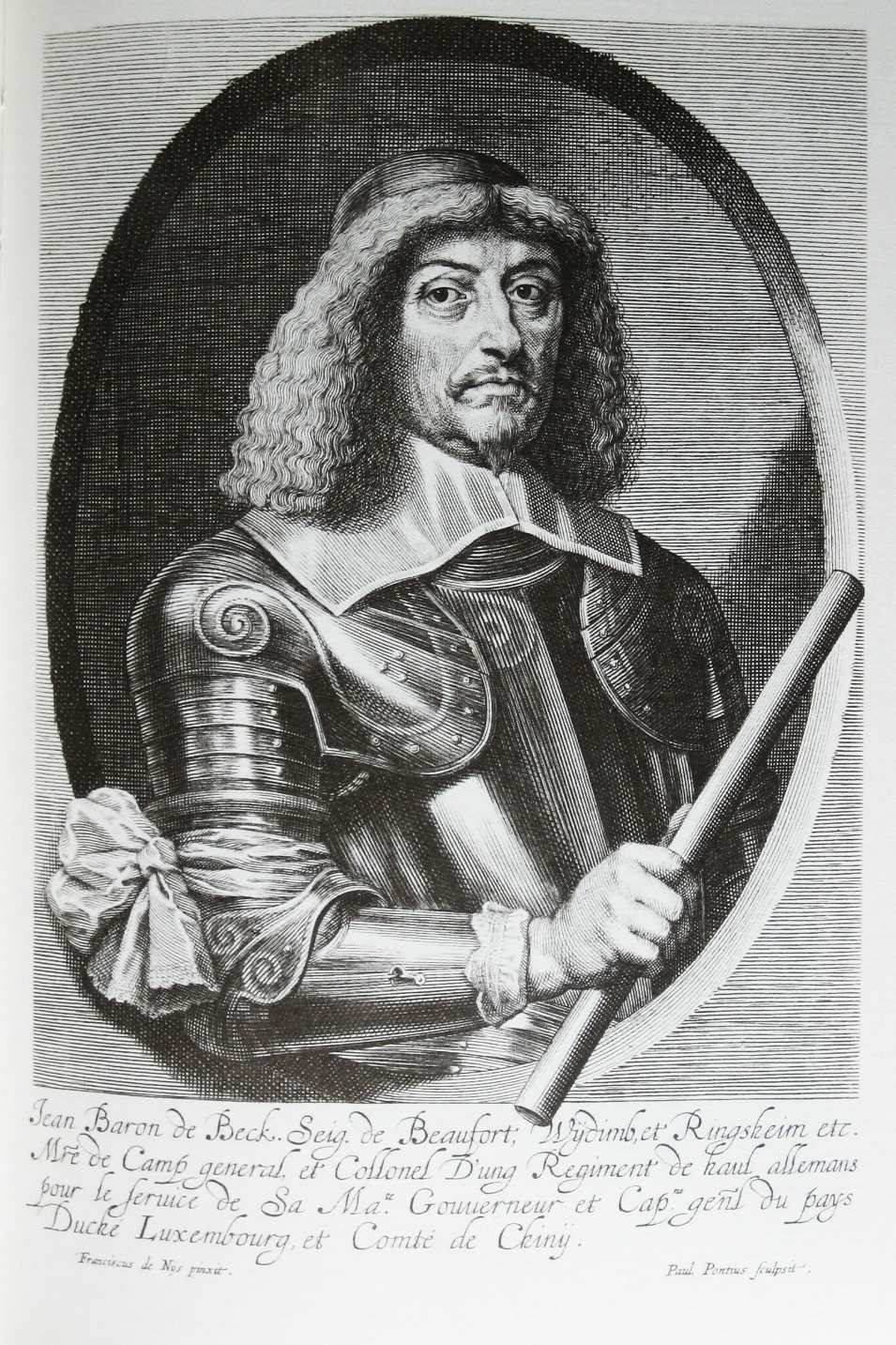
Jean de Beck

Nació como "Jean Beck", hijo de Paul Beck y su esposa Catherine Ronck (o Ronckart), en la casa nº 5 (demolida en 1958) de la rue de Trèves en el Grund de la ciudad de Luxemburgo.
En 1619 se unió al ejército austro-Habsburgo. En 1632 o 1633 fue ascendido a Mayor General por Albrecht von Wallenstein, y en 1634 fue nombrado comandante de la guarnición de Praga.
El 25 de febrero de 1634 fue ennoblecido por Fernando II por su servicio en el ejército austriaco. En el verano de 1635, después de dejar Wallenstein, regresó a Luxemburgo.
El 18 de abril de 1637 Fernando III lo nombró barón. En el mismo año se convirtió en comandante de la fortaleza de Luxemburgo. Al año siguiente fue nombrado gobernador provisional del Ducado de Luxemburgo y del condado de Chiny. Esto se hizo oficial el 18 de enero de 1642. En 1643 se convirtió en "Maître de camp général" del ejército.
En 1639 Beck comandó la vanguardia española e imperial en el socorro de Thionville. El mismo año, compró el castillo de Beaufort y construyó un nuevo castillo junto a él.
En la batalla de Lens, fue herido el 20 de agosto de 1648 y transportado a Arras, donde rechazó toda atención médica. Unos días más tarde murió de sus heridas.
El Bastión Beck de la fortaleza de Luxemburgo lleva su nombre desde que se convirtiera en Bundesfestung en el siglo XIX. Fue construido en 1644, donde hoy se encuentra la Place of the Constitution. Del mismo modo, la rue Beck en la ciudad lleva su nombre.